# Știință deschisă
Știința deschisă este mișcarea de a face cercetarea științifică (inclusiv a publicațiilor, datelor, mostrelor fizice și a software) accesibilă și diseminarea⁠(d) sa la toate nivelurilor societății, amatori sau profesioniști. Știința deschisă este transparentă și accesibilă prin partajarea cunoștințelor⁠(d) și dezvoltarea lor prin rețele colaborative⁠(d). Aceasta cuprinde practici precum publicarea rezultatelor cercetării deschise⁠(d), campania pentru accesul deschis, încurajarea oamenilor de știință să folosească jurnale de cercetare deschise⁠(d) (cum ar fi partajarea deschisă a datelor și a codului), diseminare mai largă și implicare în știință și, în general, facilitează publicarea, accesarea și comunicarea cunoștințelor științifice.
Utilizarea termenului variază substanțial între discipline, cu o prevalență notabilă în disciplinele STEM. Cercetarea deschisă este adesea folosită aproape sinonim pentru a aborda decalajul pe care expresia „știință” l-ar putea avea referitor la cuprinderea artelor, științelor umaniste și a celor sociale. Obiectivul principal care conectează toate disciplinele este adoptarea pe scară largă a noilor tehnologii și instrumente, precum și ecologia de bază a producției, diseminării și recepționării cunoștințelor dintr-un punct de vedere bazat pe cercetare.
Cum spun Tennant ș.a. (2020), termenul de știință deschisă „pare implicit să privească doar disciplinele «științifice», în timp ce despre învățătura deschisă se poate considera că cuprinde și cercetări din domeniul artelor și științelor umaniste, dar și diferitele roluri și practici pe care cercetătorii le îndeplinesc ca educatori și comunicatori, precum și o filozofie deschisă subiacentă a împărtășirii cunoștințelor dincolo de comunitățile de cercetare.”
Știința deschisă poate fi văzută mai degrabă ca o continuare a practicilor începute în secolul al XVII-lea odată cu apariția revistelor științifice, când cererea societății de acces la cunoașterea științifică a atins un punct în care a devenit necesar ca grupurile de oameni de știință să distribuie între ei cunoștințele. Actual există dezbateri cu privire la măsura în care informațiile științifice ar trebui să fie difuzate. Conflictul care a condus la mișcarea științei deschise este cel între dorința oamenilor de știință de a avea acces la resurse comune și dorința entităților individuale de a avea un câștig atunci când alte entități folosesc resursele create de ei. În plus, statutul de acces deschis și resursele care sunt disponibile pentru promovarea acestuia probabil diferă de la un domeniu de cercetare academică la altul.

## Principii

Elemente despre știința deschisă bazate pe prezentarea UNESCO din 17 februarie 2021. Această reprezentare cuprinde și.

Cele șase principii ale științei deschise sunt:
- Metodologie deschisă
- Surse deschise
- Date deschise
- Acces deschis
- Evaluare colegială deschisă⁠(d)
- Resurse educaționale deschise

## Avantaje și dezavantaje
Argumentele în favoarea științei deschise se concentrează în general pe valoarea unei transparențe sporite în cercetare și în proprietatea publică a științei, în special a celei care este finanțată din fonduri publice. În ianuarie 2014 J. Christopher Bare a publicat un cuprinzător „Ghid pentru știința deschisă”. De asemenea, în 2017, un grup de savanți cunoscuți pentru că susțin știința deschisă a publicat un „manifest” pentru știința deschisă în revista Nature.
Avantaje:
- Publicarea cu acces deschis a rapoartelor de cercetare și a datelor permite o evaluare colegială riguroasă (exemplu[19][20][21][22])
- Știința finanțată din fonduri publice va fi disponibilă pentru public.[23][24]
- Știința deschisă va face știința mai reproductibilă și mai transparentă.[25][26]
- Știința deschisă are un impact mai mare.[27]
- Știința deschisă poate oferi ocazii de a învăța.[28]
- Știința deschisă poate ajuta la găsirea răspunsurilor la întrebări unice și complexe (exemple[29][30]).

Dezvantaje:
- Potențială utilizare greșită sau în scopuri greșite (exemplu[31][32][33]).

- Publicul poate înțelege greșit datele științifice (exemplu[34]).
- Știință de calitate scăzută (exemplu[35]).
- Influențarea de către interesele economice.[36][37]
- Furnizarea de argumente pentru organizația Western, Educated, Industrialized, Rich and Democratic (WEIRD).[38][39]